# Elle Logan
Eleanor „Elle“ Logan  (* 27. Dezember 1987 in Portland, Maine) ist eine US-amerikanische Ruderin.
Logan, die für das Team der Stanford University startet, begann ihre Karriere zu High-School-Zeiten als Basketballspielerin. 2003 und 2006 gewann sie mit der Brooks School die New England Basketball Championships. 2004, 2005 und 2006 gehörte sie zum New England Basketball All-Star-Team. Bereits 2004 begann sie nebenbei noch mit dem Rudern. Ihren ersten nationalen Einsatz hatte sie bei den Can-Am-Mex-Spielen 2004. Bei den Junioren-Weltmeisterschaften 2005 in Brandenburg an der Havel gehörte sie zum Achter der Vereinigten Staaten und belegte Platz 4.
Über den U23-Bereich im Jahr 2007, wo Logan eine Bronzemedaille im US-Achter gewann, empfahl sie sich für die starke US-Nationalmannschaft im Frauen-Riemenbereich. Bei den Panamerikanischen Spielen 2007 in Rio de Janeiro gewann sie bereits die Silbermedaille mit dem Team. Ein Jahr später bei den gewann sie gemeinsam mit Erin Cafaro, Lindsay Shoop, Anna Goodale, Anna Cummins, Susan Francia, Caroline Lind, Caryn Davies und  Mary Whipple ihre erste Goldmedaille bei den Olympischen Spielen 2008.
Im neuen Olympiazyklus rutschte Logan zunächst in den Vierer ohne Steuerfrau, der bei den Weltmeisterschaften in Posen die Silbermedaille gewann. Danach rückte sie wieder in die Top-Mannschaft, den Achter, auf, und wurde Weltmeisterin in dieser Bootsklasse in den Jahren 2010 und 2011. Als Favoritinnen gewannen die Amerikanerinnen danach auch bei den Olympischen Spielen in London in der Besetzung Erin Cafaro, Zsuzsanna Francia, Esther Lofgren, Taylor Ritzel, Meghan Musnicki, Elle Logan, Caroline Lind, Caryn Davies und Mary Whipple die Goldmedaille.
Nach den Spielen von London unternahm Logan einen Ausflug in den Skullbereich und startete im Einer für die Vereinigten Staaten bei den Weltmeisterschaften 2013 in Chungju. Sie konnte sich dort für das Finale qualifizieren, aber dann lediglich den fünften Platz belegen. Im Folgejahr rückte sie zurück in den Achter und gewann ihren insgesamt dritten WM-Titel bei den Weltmeisterschaften 2014 in Amsterdam. 2015 belegte sie im Zweier ohne Steuerfrau den Bronzerang bei den Weltmeisterschaften in Aiguebelette zusammen mit Felice Mueller. 2016 kehrte Logan in den Achter zurück. Die seit 2006 andauernde Siegesserie des US-Achters bei Weltmeisterschaften und Olympischen Spielen setzte sich auch bei den Olympischen Spielen 2016 fort, als Emily Regan, Kerry Simmonds, Amanda Polk, Lauren Schmetterling, Tessa Gobbo, Meghan Musnicki, Elle Logan, Amanda Elmore und Steuerfrau Katelin Snyder vor den Britinnen und den Rumäninnen siegten.